# Max Payne (personaggio)
Max Payne è un personaggio immaginario, protagonista dei videogiochi Max Payne, Max Payne 2: The Fall of Max Payne e Max Payne 3 sviluppati dalla Remedy Entertainment, dalla 3D Realms e dalla Rockstar Games. Inoltre è il protagonista dell'omonimo film basato sul primo videogioco della serie. Max Payne è un poliziotto della NYPD divenuto giustiziere, noto per il suo uso di metafore e di giochi di parole per descrivere il mondo che lo circonda, e che spesso contraddicono le risposte che dà ai suoi interlocutori. Nel primo e nel terzo videogioco della serie segue la storia raccontata dal punto di vista del protagonista, mentre il secondo capitolo della serie viene raccontato sia dal punto di vista di Max Payne sia da quello di Mona Sax.

## In Max Payne
Nel videogioco originale, Max Payne (doppiato in lingua originale da James McCaffrey e in italiano da Giorgio Melazzi) è un poliziotto della DEA ed ex detective della NYPD la cui moglie e figlia appena nata sono state assassinate durante una rapina in casa sua, che viene collegata al caso di una droga sconosciuta, la Valchiria. Quando anche il suo amico e collega Alex Balder viene ucciso davanti a lui mentre gli sta per rivelare informazioni importanti, Payne, in cerca di vendetta, inizia a combattere una guerra personale contro il crimine. Payne ucciderà diversi gangster e diversi personaggi affiliati al caso Valchiria, mentre è in fuga dalla polizia (il cui vice-procuratore - ed in seguito sottotenente - è Jim Bravura) che crede sia lui il killer di Alex Balder. Inoltre i file relativi al suo ruolo di agente sotto copertura della DEA sono stati cancellati, rendendolo isolato da tutti.
Max Payne è presentato come un personaggio che è messo in una situazione di fatalità contro la sua volontà, ricordando un elemento classico di molti noir. Max ha una visione drammatica e stilizzata della realtà. È estremamente introverso, e la sua vita interiore è illustrata principalmente attraverso soliloqui, coi quali descrive i suoi sentimenti riguardo alle proprie azioni e situazioni.
All'inizio del videogioco, Max Payne è visto, al contrario, come un personaggio molto più estroverso, felicemente sposato e con una brillante personalità. Tuttavia, dopo la morte dei suoi cari l'uomo perde quello che è il suo senso della vita e continua a vivere con un unico scopo: la vendetta. Il suo stesso nome è un gioco di parole perché richiama la parola in inglese Max pain, abbreviazione di Maximum pain, ovvero Dolore al massimo, come a rappresentare la natura degli eventi in cui è coinvolto. In seguito, anche molto tempo dopo i fatti più traumatici, continuerà a vivere con un cinismo di fondo che non lo lascerà quasi mai.
Secondo Alan Wake, Alex Casey (controparte di Max Payne in questo universo) muore tredici anni dopo i fatti accaduti in Max Payne 2: The Fall of Max Payne(ciò significa che la morte di Max Payne risalirebbe al 2016), tuttavia non è stato confermato ufficialmente.
Sam Lake ha confermato che il terzo capitolo di Max Payne non è da considerarsi canonico per il Remedy Connected Universe; fin dalla sua prima pubblicazione, Max Payne doveva essere composto solo da due giochi, visti i patti stretti con Rockstar e Take Two, e per questo sono in sviluppo dei Remake riguardanti solo questi due titoli. All'interno del Connected Universe, Max Payne è stato probabilmente rinominato in Alex Casey per via della proprietà intellettuale che Rockstar ancora detiene visto che i due personaggi condividono aspetto fisico, aspetto stilistico, attore e doppiatore .

## Progettazione
Per la creazione del personaggio di Max Payne, la Realms volle sviluppare un personaggio simile a Duke Nukem Per il volto del personaggio di Max Payne venne scelto quello dello scrittore del videogioco e direttore creativo di Remedy Entertainment Sam Lake. Per Max Payne 2: The Fall of Max Payne sembrava dovesse essere tenuto il volto di Lake; invece Lake ha declinato il ruolo, volendo rinnovare l'immagine del personaggio anche per via del budget più ampio a disposizione, e dopo un'ampia selezione è stato scelto l'attore Timothy Gibbs. Invece per il terzo capitolo, oltre che essere ancora la voce di Max Payne, venne confermato che James McCaffrey avrebbe prestato anche le fattezze al protagonista.

## Adattamento cinematografico
Nel film, Max Payne - interpretato da Mark Wahlberg - è un agente della NYPD in cerca di vendetta dopo l'assassinio della sua famiglia.
Quando Walhberg lesse per la prima volta la sceneggiatura pensò che fosse impressionante, ma era diffidente dopo aver scoperto che era basato su un videogioco. In seguito Scott Miller della 3D Realms ha dichiarato che Max Payne è mal rappresentato nel film, e non all'altezza degli standard del videogioco originale.

## Recensione
Max Payne è stato nominato miglior personaggio di un videogioco nel 2001 da Eurogamer. Nel 2011 era al sesto posto nella classifica dei migliori antieroi da Machinima.com, e la rivista 360 lo ha classificato al quinto posto tra i personaggi più virili su Xbox 360. La scena erotica tra Max Payne e Mona Sax (una delle scene più viste di sempre in un videogioco) è stata classificata al quinto posto tra le scene più sexy nel gioco da Games.net nel 2007, mentre la loro relazione è stata classificata come la sesta più disastrosa nella lista dei giochi da GamesRadar nel 2011. Nel 2011 i lettori del Guinness dei primati hanno votato Max Payne come quarantaduesimo miglior personaggio di un videogioco di tutti i tempi.
Le modifiche del look di Max Payne in Max Payne 3 vennero accolte inizialmente da forti critiche negative da parte dei fan e dei media, ma in seguito Max Payne 3 venne accolto dalla critica positivamente.